# Горето
Горето (итал. Gorreto) је насеље у Италији у округу Ђенова, региону Лигурија.
Према процени из 2011. у насељу је живело 52 становника. Насеље се налази на надморској висини од 528 м.

## Становништво
| 1936. | 1951. | 1961. | 1971. | 1981. | 1991. | 2001. | 2011. |
| ----- | ----- | ----- | ----- | ----- | ----- | ----- | ----- |
| 840   | 655   | 463   | 350   | 270   | 190   | 147   | 107   |